# Невыносимая лёгкость бытия (альбом «Ночных снайперов»)
Невыносимая лёгкость бытия — десятый студийный альбом российской группы «Ночные снайперы». Был выпущен 8 июля 2019 года в день рождения Дианы Арбениной.

## История создания
Альбом содержит 12 песен, включая живое исполнение песни «Если не слабо».
Песня «Разбуди меня» была выпущена в апреле 2017 года в виде сингла и клипа. В 2018 году вышли треки «Грустные люди», «Инстаграм», «Короны», «Раскаленные». В 2019 году вышли синглы «Умею летать без тебя» и «#Рингтоном». Последним синглом к альбому в начале июля 2019 г. вышла песня «Гавань».
Диана Арбенина о названии альбома:
Название альбома одновременно заставляет нас задуматься о своем месте в мире, не занимаясь привычной для музыкантов рефлексией!
Такое же название альбома имеет роман французского писателя Милана Кундера и альбом группы «Гражданская оборона».

## Список композиций
Слова и музыка всех песен — Дианы Арбениной.
| №                   | Название               | Длительность |
| ------------------- | ---------------------- | ------------ |
| 1.                  | «Разбуди меня»         | 3:03         |
| 2.                  | «Нелюбовь»             | 3:25         |
| 3.                  | «Раскалённые»          | 3:40         |
| 4.                  | «Грустные люди»        | 2:50         |
| 5.                  | «Умею летать без тебя» | 3:42         |
| 6.                  | «Рингтоном»            | 3:21         |
| 7.                  | «Греция»               | 4:29         |
| 8.                  | «Короны»               | 4:10         |
| 9.                  | «Инстаграм»            | 3:42         |
| 10.                 | «Гавань»               | 4:20         |
| 11.                 | «Господа»              | 3:53         |
| 12.                 | «Если не слабо»        | 4:00         |
| Общая длительность: | Общая длительность:    | 44:35        |

## Критика
Высоко оценили альбом такие российские музыкальные критики, как Гуру Кен и Алексей Мажаев, отметив высокий хитовый потенциал и отсутствие проходных песен на альбоме. Cергей Мезенов отметил при этом, что аранжировки, представленные на данном диске, тяготеют скорей к поп-, чем к рок-музыке, «музыка на „Невыносимой легкости бытия“ как раз и сделана по принципу обобщений, максимально широких музыкальных жестов, прикрученных к лирике вроде бы предельно конкретных чувственных переживаний». Музыкальные критики сравнивают этот альбом с творчеством Земфиры.

## Чарты

### Недельные чарты
| Чарт (2019) | Лучшая позиция |
| ----------- | -------------- |
| GooglePlay  | 5              |